# Thor DM-21
Thor DM-21 – amerykański człon rakiet nośnych będący zaadaptowanym międzykontynentalnym pociskiem PGM-17 Thor. Stanowił podstawowy człon wielu rakiet nośnych i stanowił początek najważniejszej dla USA serii rakiety typu Delta, która to jest rozwijana i produkowana do chwili obecnej.